# جنرال أتوميكس
جنرال أتوميكس شركة أمريكية تعتبر من أكبر الشركات للصناعات العسكرية في العالم من حيث الدخل، توظف حوالي 8000 شخص.

## تاريخ الشركة
تكونت شركة جنرال أتوميكس في تموز/يوليو من عام 1955 م كجزء من شركة جنرال ديناميكس. تعتبر جينرال اتوميكس أكبر شركات العسكرية في سان دييغو، كاليفورنيا.

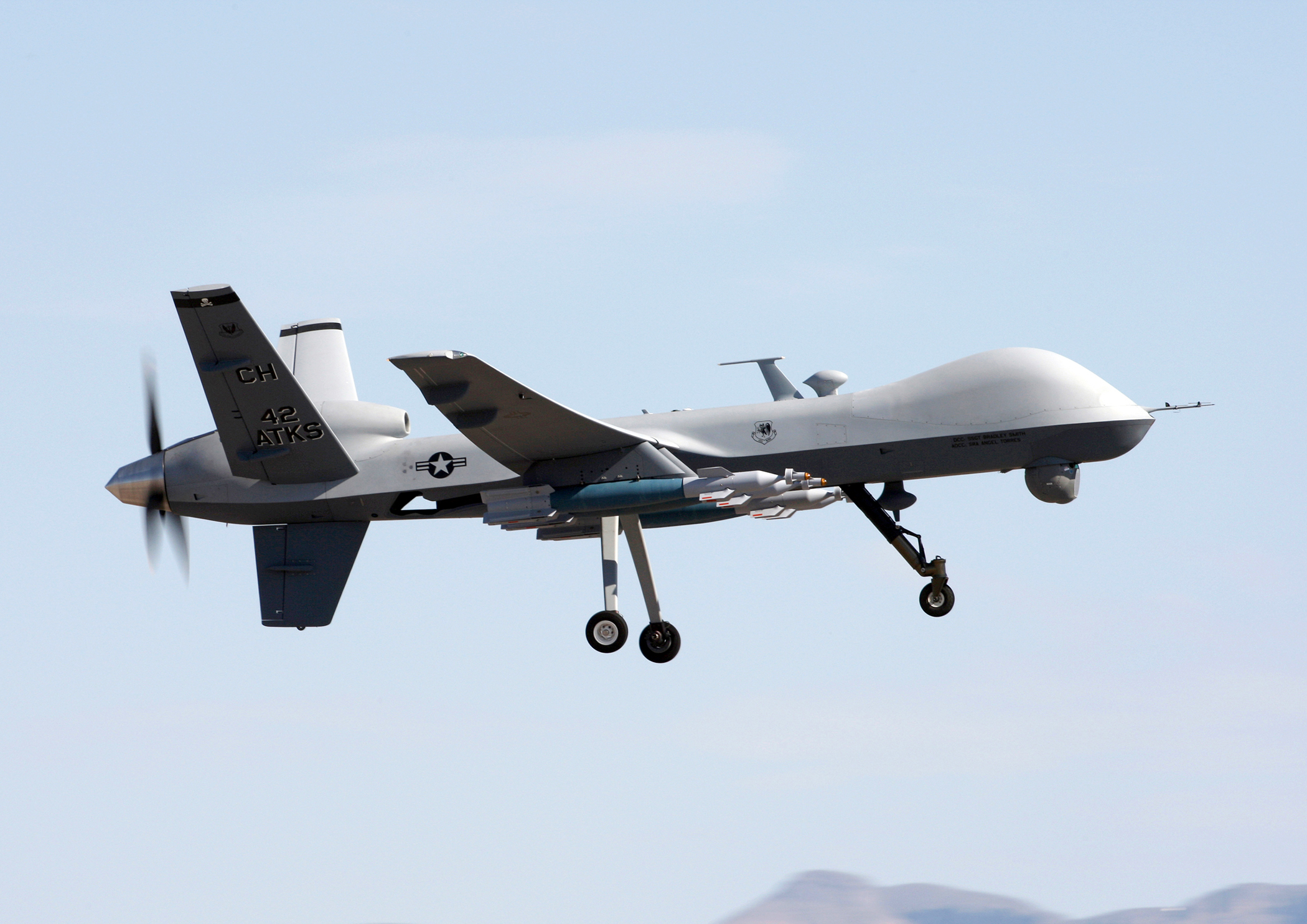
إم كيو-9 ريبر

## بعض صناعات الشركة
تنتج الشركة طائرات بدون طيار للاستخدامات العسكرية والمدنية وتقنية الرادار بأنواعها المختلفة بالإضافة للعديد من التجهيزات العسكرية المتقدمة.
- إم كيو-1 بريداتور
- إم كيو-9 ريبر

## المستخدمين
- الولايات المتحدة الأمريكية
- تركيا
- إيطاليا
- المملكة المتحدة
- الإمارات العربية المتحدة
- المغرب
- تونس
- المملكة العربية السعودية

## وصلة خارجية
- موقع الشركة الإلكتروني  .

## اقرأ أيضا
إم كيو-1 بريداتور
إم كيو-9 ريبر